# Resolució 1032 del Consell de Seguretat de les Nacions Unides
La Resolució 1032 del Consell de Seguretat de les Nacions Unides fou adoptada per unanimitat el 19 de desembre de 1995. Després de recordar totes les resolucions sobre Xipre en particular les resolucions 186 (1964) i 1000 (1995), el Consell va expressar preocupació per la falta de progrés en la disputa política a Xipre i va prorrogar el mandat de la Força de les Nacions Unides pel Manteniment de la Pau a Xipre (UNFICYP) fins al 30 de juny de 1996.
El Consell de Seguretat va demanar a les autoritats militars de les dues parts que s'asseguressin que no es produïssin incidents al llarg de la línia verda i que cooperessin amb la UNFICYP, especialment pel que fa a l'extensió de l'acord de supressió de 1989 per cobrir totes les àrees de la zona d'amortiment que encara no s'havia de complir. Es va demanar al secretari general Boutros Boutros Ghali que posés sota vigilància l'estructura i la intensitat de la força de pau amb intenció de reestructur-la si cal. També es va realitzar una revisió humanitària per part de la UNFICYP i el Consell va aprovar les seves recomanacions.
Es va instar a totes les parts implicades a comprometre's a una reducció de les tropes estrangeres a Xipre i reduir les despeses de defensa, com un primer pas cap a la retirada de les forces no xipriotes proposada en el "Conjunt d'Idees". La resolució va lamentar el fracàs de les parts, d'acord amb la Resolució 839 (1993), per entrar en discussions amb la finalitat de prohibir la munició real i disparar armes dins de la zona d'amortiment. Es va instar als líders de Xipre i Xipre del Nord a promoure la tolerància i la reconciliació entre les dues comunitats, acollint amb satisfacció els esforços del secretari general de mantenir contacte amb els dos líders. Va donar importància a l'aplicació de mesures de foment de la confiança de la Resolució 939 (1994).
Es va demanar al Secretari General que informés al Consell el 10 de juny de 1996 sobre els esdeveniments a l'illa.